# Патрісія Мак-Кіллоп
Патрісія Мак-Кіллоп (15 липня 1956) — зімбабвійська хокеїстка на траві.
Олімпійська чемпіонка 1980 року.